# Authon-du-Perche
Authon-du-Perche là một xã thuộc tỉnh Eure-et-Loir trong vùng Centre-Val de Loire nước Pháp. Xã này nằm ở khu vực có độ cao trung bình 248 mét trên mực nước biển.